# Eric Illsley
Pour les articles homonymes, voir Illsley.
Eric Evlyn Illsley (né le 9 avril 1955) est un homme politique travailliste britannique qui est député de Barnsley Central de 1987 à 2011 . Il est membre du Parti travailliste jusqu'à sa suspension du parti après avoir été accusé de fausse comptabilité dans le cadre du scandale des dépenses parlementaires du Royaume-Uni, puis siège en tant qu'indépendant. Lorsqu'il a plaidé coupable à trois chefs d'accusation de fausse comptabilité le 11 janvier 2011, il est devenu le premier député en exercice à être reconnu coupable d'une infraction pénale dans le scandale. Illsley démissionne de la Chambre des communes le 8 février 2011  et est condamné à 12 mois d'emprisonnement le 10 février 2011 .

## Jeunesse
Illsley est né à Kendray, West Riding of Yorkshire et fait ses études à la Hunningley Lane Junior School, à la Barnsley's Holgate Grammar School for Boys et à l'Université de Leeds, où il obtient un diplôme en droit en 1977. Il est fonctionnaire du NUM pendant dix ans, notamment pendant la grève des mineurs de 1984-1985. Au NUM, il est agent des rémunérations de 1978 à 1981, chef adjoint du service général de 1981 à 1984, et chef du service général et directeur de l'administration de 1984 à 1987.

## Carrière politique
Lorsque l'ancien secrétaire d'Irlande du Nord, Roy Mason annonce sa retraite en octobre 1986, Illsley est nommé par le NUM dans la sélection d'un candidat travailliste pour Barnsley Central. Il est considéré comme étant à gauche du Parti travailliste tandis que son principal adversaire est Ronnie Fisher, un conseiller de l'arrondissement de Barnsley identifié comme modéré. Le secrétaire général du NUM du Yorkshire, Sam Thompson, écrit aux membres du NUM pour les encourager à assister à la réunion de sélection en janvier 1987, Illsley est sélectionné puis facilement élu à la Chambre des communes aux élections générales de juin 1987. Il est aux avant-postes alors que les travaillistes sont dans l'opposition, mais reste un député d'arrière-ban après leur accession au pouvoir en 1997. Il vote contre la privatisation des services nationaux de la circulation aérienne (NATS).
Le 11 mars 2003, Illsley déclare dans un discours à la Chambre, concernant une éventuelle action militaire en Irak: «Le rapport déclare que toute action militaire doit se faire sur la base des résolutions de l'ONU. Je suis tout à fait d'accord: en tant que membre du Comité, je maintiens cette déclaration et je pense qu'il doit y avoir une deuxième résolution avant qu'une action militaire ne soit entreprise contre l'Iraq " . Une semaine plus tard, il vote en faveur d'une action militaire contre l'Irak, malgré l'échec de la coalition dirigée par les États-Unis à obtenir la deuxième résolution de l'ONU . Il vote en faveur de l'introduction des cartes d'identité au Royaume-Uni .

### Scandale des dépenses
Illsley vote contre un projet de loi proposant la transparence des indemnités des députés et la publication d'une liste des dépenses autorisées, autrement connue sous le nom de liste John Lewis . Illsley réclame 149 700 £ de dépenses, dont 90 000 £ de frais de personnel.
Le 19 juin 2009, il fait partie des dizaines de députés identifiés par le Daily Telegraph comme ayant fait des demandes «fantômes» de taxe d'habitation sur ses dépenses parlementaires, recevant des milliers de livres de plus que ce à quoi il avait droit. On pense qu'il a fait la plus haute réclamation fantôme - plus de 6 000 £. Il réclame plus de 10 000 £ pour la taxe d'habitation en quatre ans, bien qu'il ait été facturé 3 966 £ pour sa propriété à Lambeth, dans le sud de Londres, au cours de cette période. Il soumettait régulièrement des demandes de 200 £ par mois, ce qui signifiait qu'il n'avait pas à présenter de reçus .
Peu de temps après sa réélection en tant que député travailliste aux élections générales de 2010, le 19 mai 2010, Illsley est accusé de trois chefs d'accusation de fausse comptabilité . Il est suspendu du Parti et du groupe travailliste . Le 11 janvier 2011, il plaide coupable devant le Southwark Crown Court pour trois chefs d'accusation . Il devait être condamné en février 2011 et s'il avait été condamné à une peine de prison de plus de 12 mois, il aurait été automatiquement disqualifié en tant que député en vertu de la loi de 1981 sur la représentation du peuple, provoquant une élection partielle à Barnsley Central . Illsley déclare son intention de démissionner de son poste de député avant la condamnation et, le 8 février, il est officiellement nommé intendant des Cent Chiltern, quittant son siège . Une élection partielle suit le 3 mars 2011 . Il est condamné à 12 mois d'emprisonnement le 10 février 2011  et libéré le 13 mai 2011 après avoir purgé trois mois . Il a porté une bracelet électronique pour le reste de sa peine .
Le 13 octobre 2011, il est apparu sur BBC Newsnight dans lequel il décrit ses demandes de remboursement gonflées comme "une allocation pour vivre à Londres". Il a également révélé qu'il touchait une pension parlementaire, bien qu'il ait refusé de divulguer le montant.